# Prison pour femmes de Ventas
Cárcel de mujeres de Ventas
La prison pour femmes de Ventas (en espagnol : Cárcel de mujeres de Ventas) est une ancienne prison pour femmes du quartier de Salamanca, à Madrid, ouverte en 1933 par la députée Victoria Kent, nommée directrice générale des prisons, qui propose une amélioration des conditions de détention des femmes.
Active jusqu'en 1969 sous l'Espagne franquiste, la prison change ses objectifs dès la fin de la guerre d'Espagne en 1939 pour devenir un lieu majeur d'incarcération des prisonnières politiques républicaines dans des conditions effroyables.

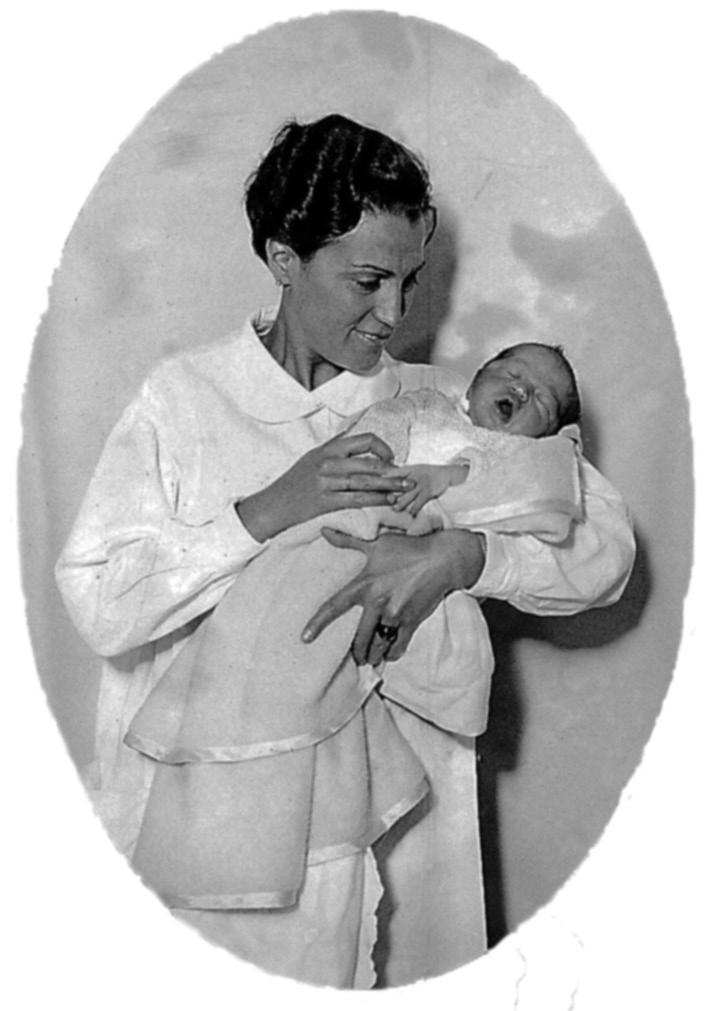
La sage-femme Catalina Mayoral Arroyo, avec le premier bébé né dans la prison, photographie d'Alfonso Sánchez García en octobre 1933, parue dans le magazine Mundo Gráfico.

## Prisonnières notables

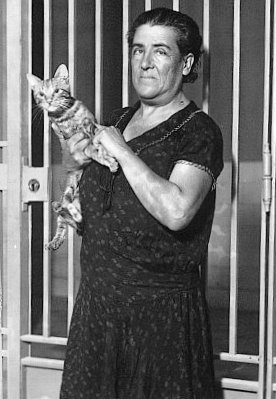
Aurora Rodríguez Carballeira, photographiée dans la prison de Ventas en septembre 1933.

### Sous la République
Durant la République, l'établissement est un lieu de détention de prisonnières de droit commun, comme Aurora Rodríguez Carballeira qui assassine sa fille Hildegart Rodríguez Carballeira le 9 juin 1933 .

### Sous l'Espagne franquiste
Après la guerre d'Espagne, les nationalistes y détiennent Les Treize Roses, treize jeunes militantes des Jeunesses socialistes unifiées (JSU), fusillés en août 1939, ainsi que la dirigeante communiste Matilde Landa, condamnée à mort.
Durant la dictature de Franco, la prison devient l'un des principaux lieux d'incarcération de prisonnières politiques du pays :

#### Écrivaines et journalistes
- Juana Doña
- Rosario del Olmo (es)
- Angeles García-Madrid (es)

#### Femmes politiques
- Antonia Torre Yela (es), fusillée après ses camarades des Treize Roses, considérée comme la Quatorzième Rose
- Matilde Landa
- María Salvo
- Nieves Torres
- Mercedes Núñez Targa, membre de la résistance en France durant la Seconde Guerre mondiale
- Adelaida Abarca Izquierdo (es)
- Manolita del Arco (es)
- María del Carmen Cuesta Rodríguez (es)
- Mercedes Gómez Otero (es)
- María Lozano Hernández (es), dite La Gitane, l'une des premières femmes fusillées par le régime de Franco
- Paz Azzati Cutanda (es)
- Soledad Real López (es)

#### Infirmières et sages-femmes
- María de la Purificación de la Aldea y Ruiz de Castañeda

- María Lacrampe (es)

- Trinidad Gallego Prieto
- Rosa Cremón Parra (es)
- Victoriana Herrero Barroso (es)
- Catalina Mayoral Arroyo
- Josefina Amalia Villa (es)

#### Professeures, universitaires et scientifiques
- Matilde Escuder Vicente (es)
- María Sánchez Arbós
- María Teresa Toral
- Teresa Matilde Revaque (es)

#### Soldates et militaires
- Teresa Alonso Otero (es)
- Rosario Sánchez Mora dite La Dynamiteuse
- Julia Manzanal Pérez

#### Syndicalistes
- Petra Cuevas (es)
- Claudina García Pérez

## Postérité
En 2019, la Mairie de Madrid, durant le mandat de Manuela Carmena, a baptisé un espace vert du nom de Jardín de las Mujeres de Ventas (Jardin des Femmes de Ventas), entre les numéros 27 et 29 de la rue Rufino Blarico avec la rue Ramón de Aguinaga, en souvenir aux recluses de l'ancienne prison féminine. Le site est aujourd'hui un haut lieu du tourisme mémoriel de la capitale espagnole.

## Mémoire historique
En 1967, la femme politique républicaine Mercedes Núñez Targa écrit le livre Cárcel de Ventas dans lequel elle raconte la vie dans la prison durant la dictature. En 1978, l'écrivaine Juana Doña publie Desde la noche y la niebla. Mujeres en las cárceles franquistas.
La femme politique Tomasa Cuevas, grand témoin de cette époque, a recueilli de nombreux témoignages de cette prison, ainsi que sur la prison de Ségovie et la Prison pour femmes de Les Corts à Barcelone.